# Província do Sinquião (República da China)
A Província de Sinquião (Chinês: 新疆省Xīnjiāng Shěng) ou Província de Sinkiang refere-se a uma antiga província da República da China. Estabelecido pela primeira vez em 1884 como uma província da dinastia Qing, foi substituída em 1955 pela Região Autônoma de Xinjiang Uygur da República Popular da China. O governo provincial original foi realocado para Taipei como Escritório do Governo Provincial de Sinkiang (新疆省政府 辦事處) até sua dissolução em 1992.

## Administração
A província herdou as fronteiras da província da dinastia Qing, fazendo fronteira com Gansu, Chingai, a Mongólia Exterior, a Tibete e os países União Soviética, Afeganistão, Índia e Paquistão. Os limites reivindicados da província incluíam todo o atual Sinquião e partes da Mongólia, Tadjiquistão, Afeganistão e Paquistão. A província tinha uma área de 1.711.931 km2.

## História
Em 1912, a dinastia Qing foi substituída pela República da China. Yuan Dahua, o último governador Qing de Sinquião, fugiu. Um de seus subordinados, Yang Zengxin, assumiu o controle da província e acedeu em nome à República da China em março do mesmo ano. Por meio da política maquiavélica e do equilíbrio inteligente de constituintes étnicos mistos, Yang manteve o controle sobre Sinquião até seu assassinato em 1928, após a Expedição do Norte do Kuomintang.
A rebelião de Kumul e outras rebeliões surgiram contra seu sucessor Jin Shuren no início da década de 1930 em Sinquião, envolvendo uigures, outros grupos turcos e chineses hui (muçulmanos). Jin convocou Russos Brancos para esmagar a revolta. Na região de Kashgar em 12 de novembro de 1933, a curta vida autoproclamada Primeira República do Turquestão Oriental foi declarada. A 36ª Divisão Hui Kuomintang (Exército Nacional Revolucionário) destruiu o exército da Primeira República do Turquestão Oriental na Batalha de Kashgar (1934), levando a República ao fim. A União Soviética invadiu a província na Invasão Soviética de Sinquião. Na Guerra do Sinquião (1937), toda a província ficou sob o controle do senhor da guerra Manchu do nordeste, Sheng Shicai, que governou o Sinquião na década seguinte com o apoio da União Soviética. Em 1944, o Presidente e Premier da China, Chiang Kai-shek, informado pelos soviéticos da intenção de Sheng de ingressar na União Soviética, decidiu transferi-lo de Sinquião para Chongqing como Ministro da Agricultura e Florestas. Mais de uma década da era de Sheng havia terminado. No entanto, uma Segunda República do Turquestão Oriental apoiada pelos soviéticos foi estabelecida naquele ano, que durou até 1949 no que é hoje a Prefeitura Autônoma do Cazaquistão de Lli (distritos de Lli, Tarbagatay e Altay) no norte do Sinquião.
Durante a rebelião de Lli, a União Soviética apoiou os separatistas uigures para formar a Segunda República do Turquestão Oriental (2ª ETR) na região de Lli, enquanto a maior parte do Sinquião estava sob o controle do Kuomintang da República da China. O Exército de Libertação do Povo entrou em Sinquião em 1949 e o comandante do Kuomintang, Tao Zhiyue, entregou a província a eles. O governo provincial original foi realocado para Taipei como Escritório do Governo Provincial de Sinkiang (新疆 省政府 辦事處) para simbolizar a reivindicação de soberania do ROC sobre a província; mas acabou dissolvido em 1992.

## Demografia
| Grupo étnico | População estimada 1933 |
| ------------ | ----------------------- |
| Uigures      | 2.900.173 (77,75%)      |
| Cazaques     | 318.716 (8,55%)         |
| Chinês han   | 202.239 (5,41%)         |
| Hui          | 92.146 (2,47%)          |
| Quirguiz     | 65.248 (1,75%)          |
| Mongóis      | 63.018 (1,69%)          |
| Taranchis    | 41.307 (1,11%)          |
| Russos       | 13.408 (0,36%)          |
| Sibes        | 9.203 (0,25%)           |
| Tadjiques    | 8.867 (0,24%)           |
| Uzbeques     | 7.966 (0,21%)           |
| Tártaros     | 4.601 (0,12%)           |
| Solons       | 2.489 (0,07%)           |
| Manchus      | 670 (0,02%)             |
| Total        | 3.730.051               |